# HD 38529
HD 38529 – gwiazda podwójna w gwiazdozbiorze Oriona, oddalona od Ziemi o około 128 lat świetlnych. Większa gwiazda układu posiada własny układ planetarny.
HD 36529 A to żółty podolbrzym o typie widmowym G4V lub G4IV. Gwiazda jest o około 48% bardziej masywna niż Słońce. Ma ona dwie znane towarzyszki: planetę HD 38529 b i (zapewne) mało masywnego brązowego karła HD 38529 c.
HD 38529 B to czerwony karzeł o typie widmowym M3V. Krąży wokół wspólnego środka masy razem z HD 38529 A. Znajduje się w odległości około 12 042 j.a. od większej gwiazdy.

## Układ planetarny
Wokół składnika A układu krąży planeta pozasłoneczna i obiekt, który jest raczej brązowym karłem niż planetą. Prawdopodobnie posiada również trzecią planetę (HD 38529 d), jednakże informacje o jej odkryciu nie zostały jeszcze potwierdzone.